# Danh sách phim TVB năm 1996
Đây là danh sách phim truyền hình do TVB phát hành hoặc phát sóng năm 1996.

## Dòng phim thứ nhất
| Công chiếu             | Tên                     | Tên tiếng Anh        | Số tập | Diễn viên                                                                 | Thể loại | Ghi chú | Website                                                               |
| ---------------------- | ----------------------- | -------------------- | ------ | ------------------------------------------------------------------------- | -------- | ------- | --------------------------------------------------------------------- |
| 19/02- 15/03           | Sư tử Hà Đông           | Mutual Affection     | 20     | Liệu Vỹ Hùng, Quan Vịnh Hà, Lâm Gia Đống, Hoàng Kỳ Oánh                   | Cổ trang |         |                                                                       |
| 18/03- 3/05            | Truyền thuyết liêu trai | Dark Tales           | 35     | La Gia Lương, Grace Yu, Jamie Wang, Dương Lệ Tinh                         | Cổ trang |         |                                                                       |
| 6/05- 31/05            | Tiền là tất cả          | Money Just Can't Buy | 20     | Âu Dương Chấn Hoa, Trần Diệu Anh, Quách Tấn An, Hilary Tsui               | Hiện đại |         |                                                                       |
| 3/06- 21/06            | Người cha âm dương      | Crossing Boundaries  | 15     | Mini Kung, Hứa Thiệu Hùng                                                 | Hiện đại |         |                                                                       |
| 24/06- 16/08           | Tiếu ngạo giang hồ      | State of Divinity    | 40     | Jackie Lui, Fiona Leung, Cherie Chan, Timmy Ho, Hà Mỹ Điền                | Cổ trang |         | Official website Lưu trữ ngày 4 tháng 6 năm 2011 tại Wayback Machine  |
| 19/08- 6/09            | Thức tỉnh phải lúc      | The Price to Pay     | 20     | John Kwan, May Kwong, Ng Ka Lok                                           | Hiện đại |         |                                                                       |
| 9/09- 4/10             | Diệt ma thiên sư        | Night Journey        | 20     | Nguyên Hoa, Trần Hiểu Đông, Tô Ngọc Hoa, Cheung Kwok Keung, Đàm Tiểu Hoàn | Cổ trang |         |                                                                       |
| 7/10- 15/11            | Hương vị tình yêu       | Food of Love         | 30     | Vương Hy, Quách Khả Doanh, Ngụy Tuấn Kiệt, Gabriel Harrison               | Hiện đại |         |                                                                       |
| 10/11- 20/12           | Tây du ký               | Journey to the West  | 30     | Trương Vệ Kiện, Giang Hoa, Lê Diệu Tường, Mạch Trường Thanh               | Cổ trang |         | Official website Lưu trữ ngày 29 tháng 6 năm 2011 tại Wayback Machine |
| 30/12/1996- 27/01/1998 | Chàng Mập Nghĩa Tình    | In the Name of Love  | 20     | Trịnh Tắc Sĩ, Trần Cẩm Hồng, Gigi Fu, Lý Ỷ Hồng                           | Hiện đại |         |                                                                       |

## Dòng phim thứ hai
| Công chiếu           | Tên                     | Tên tiếng Anh                  | Số tập | Diễn viên | Thể loại            | Ghi chú | Website                                                               |
| -------------------- | ----------------------- | ------------------------------ | ------ | --- | ------------------- | ------- | --------------------------------------------------------------------- |
| 5/02- 3/05           | Thiên địa nam nhi       | Cold Blood Warm Heart          | 65     | Trịnh Thiếu Thu, La Gia Lương, Cổ Thiên Lạc, Trương Trí Lâm, Tuyên Huyên, Trần Chỉ Tinh, Trương Mạn Ngọc, Ngũ Vịnh Vi, Trần Tùng Linh | Hiện đại            |         | Official website Lưu trữ ngày 29 tháng 6 năm 2011 tại Wayback Machine |
| 6/05- 7/06           | Bùng nổ                 | Outburst                       | 25     | Ôn Triệu Luân, Ngô Khải Hoa, Tuyên Huyên                                                                                              | Hiện đại            |         |                                                                       |
| 10/06- 5/07          | Trận chiến tham ô       | Wars of Bribery                | 20     | Quách Phú Thành, Chu Nhân, Quan Vịnh Hà, Ngụy Tuấn Kiệt                                                                               | Hiện đại            |         |                                                                       |
| 8/07- 2/08           | Nụ hôn nghiệp chướng    | Ambition                       | 20     | La Gia Lương, Quách Ái Minh, Đào Đại Vũ, Lương Tiểu Băng                                                                              | Hiện đại            |         |                                                                       |
| 5/08- 30/08          | Đội quân chống buôn lậu | Nothing to Declare             | 20     | Vương Hy, Âu Dương Chấn Hoa, Trần Diệu Anh, Đàm Tiểu Hoàn                                                                             | Hiện đại, Hành động |         |                                                                       |
| 2/09- 25/10          | Loạn thế tình thù       | Once Upon a Time in Shanghai   | 40     | Trịnh Thiếu Thu, Trần Cẩm Hồng, Lâm Gia Đống, Trần Tùng Linh, La Gia Lương, Trịnh Du Linh, Tăng Chí Vỹ                                | Lịch sử             |         |                                                                       |
| 28/10- 6/12          | Nhân viên điều tra      | The Criminal Investigator II   | 30     | Huỳnh Nhật Hoa, La Gia Lương, Trần Cẩm Hồng, Quách Khả Doanh, Trần Diệu Anh, Lê Tư, Triệu Học Nhi, Mã Đức Chung                       | Hiện đại, Hành động |         | Official website Lưu trữ ngày 24 tháng 3 năm 2012 tại Wayback Machine |
| 9/12/1996- 3/01/1997 | Thiên sứ của địa ngục   | One Good Turn Deserves Another | 20     | Trương Mạn Ngọc, Trần Khải Thái, Tô Ngọc Hoa                                                                                          | Hiện đại            |         |                                                                       |

## Dòng phim thứ ba
| Công chiếu             | Tên                  | Tên tiếng Anh    | Số tập | Diễn viên | Thể loại           | Ghi chú | Website                                                              |
| ---------------------- | -------------------- | ---------------- | ------ | --- | ------------------ | ------- | -------------------------------------------------------------------- |
| 15/05/1995- 17/11/1999 | Nghĩa nặng tình thâm | A Kindred Spirit | 1128   | Lý Tư Kỳ, Lưu Đan, Tiết Gia Yến, Quách Khả Doanh, Trần Cẩm Hồng, Tô Ngọc Hoa, Quách Thiểu Vân, Lưu Khải Uy, Uyển Quỳnh Đan, David Lui, Ngô Mỹ Hành, Tạ Thiên Hoa, Đằng Lệ Danh, Viên Thái Vân, Mã Đức Chung | Hiện đại, Hài kịch |         | Official website Lưu trữ ngày 8 tháng 2 năm 2012 tại Wayback Machine |